# Museo de Luxemburgo (París)
El Museo de Luxemburgo (en francés: Musée du Luxembourg) ( pronunciación en francés: /myze dy lyksɑ̃buːʁ/ ) es un museo ubicado en el 19 de la rue de Vaugirard en el distrito 6 de París. Establecido en 1750, inicialmente fue un museo de arte ubicado en el ala este del Palacio de Luxemburgo (el ala oeste, a juego, albergaba el Ciclo Marie de 'Medici de Rubens) y en 1818 se convirtió en el primer museo de arte contemporáneo. En 1884 el museo se trasladó a su edificio actual, el antiguo invernadero del Palacio. El museo fue asumido por el Ministerio de Cultura y el Senado francés en el año 2000, cuando comenzó a utilizarse para exposiciones temporales. Pasó a formar parte de la Réunion des Musées Nationaux en 2010.

## Historia

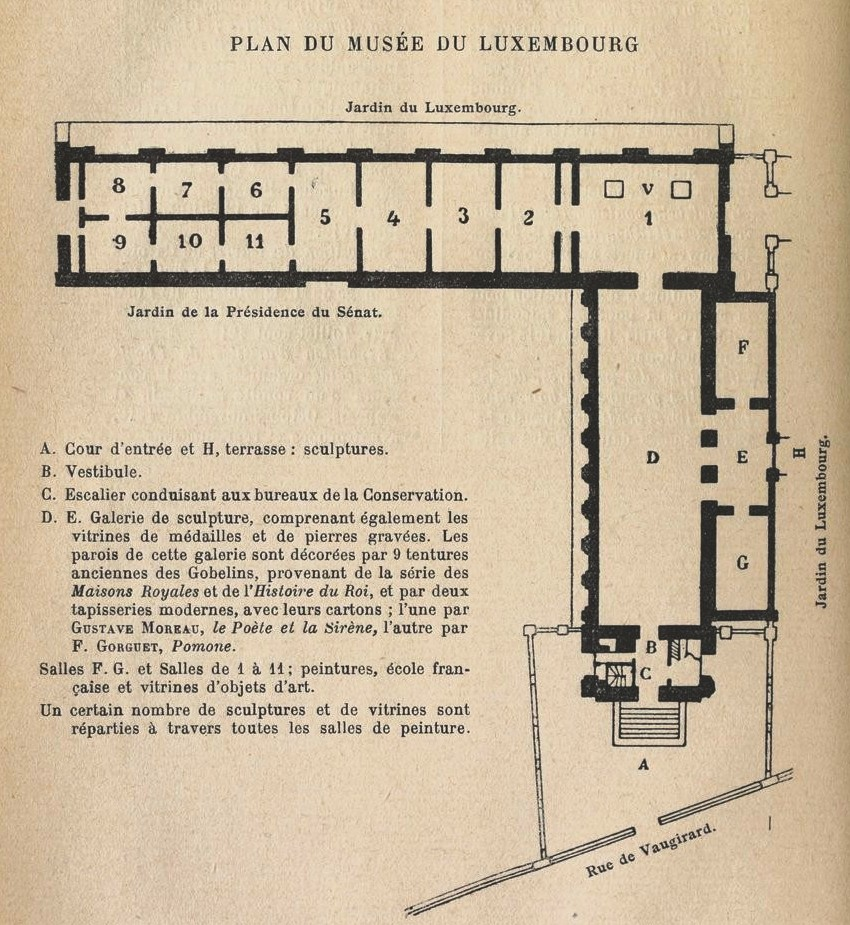
Plano del museo en 1923

De 1750 a 1780 fue la primera galería de pintura pública en París, que exhibió la colección del Rey que incluía La Virgen del Conejo de Tiziano, La Sagrada Familia de Da Vinci ( La Virgen y el Niño con Santa Ana o la Virgen de las Rocas ) y casi un centenar de otras obras del Antiguo Maestro que ahora forman el núcleo del Louvre . En 1803, se reabrió mostrando pinturas de una variedad de artistas desde Nicolas Poussin hasta Jacques-Louis David, y se dedicó a artistas vivos desde 1818 hasta 1937. Gran parte del trabajo que se muestra aquí por primera vez ha llegado a otros museos de París, incluido el Jeu de Paume, la Orangerie y, en última instancia, el Musée National d'Art Moderne y el Musée d'Orsay .

### Otros eventos notables

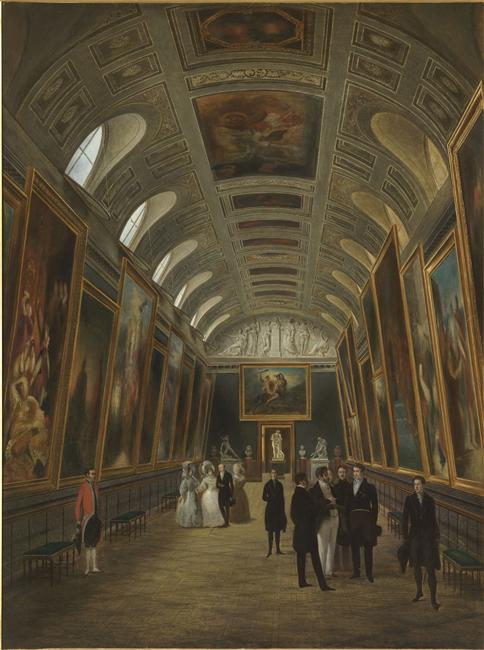
El Museo de Luxemburgo en el ala este del Palacio, c. 1848

- En 1861, James Tissot mostró The Meeting of Faust and Marguerite, que fue comprada por el estado para la Galería de Luxemburgo.
- El ilustrador André Gill (1840-1885) fue nombrado comisario del Museo de Luxemburgo el 15 de mayo de 1871, en cuyo cargo reunió las colecciones de arte dispersas y restableció el museo de escultura . Apenas había comenzado su trabajo cuando fue interrumpido por la agitación asociada con la Comuna de París .
- Cuando Ernest Hemingway visitó a Gertude Stein en la cercana Rue de Fleurus, se detuvo para ver la obra de los impresionistas que en 1921 todavía se encontraban en el Musée du Luxembourg.[2]

## Exposiciones temporales destacadas
- Peintres femmes, 1780-1830. Naissance d'un combat. Del 19 de mayo al 4 de julio de 2021[3]